# Nikos Papazoglou

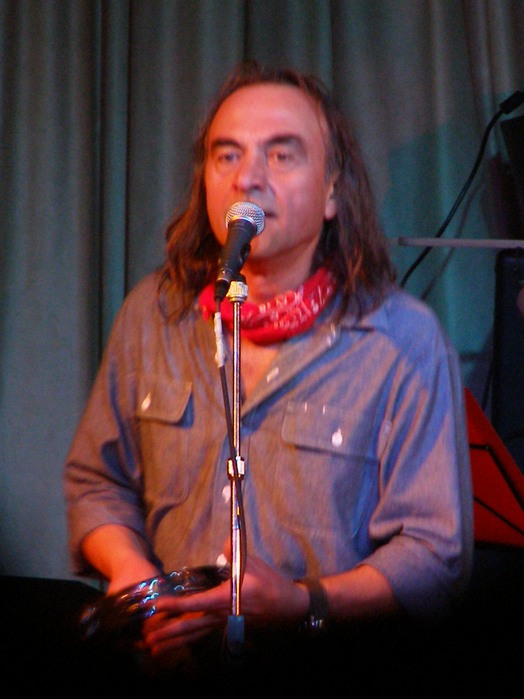
Nikos Papazoglou

Nikos Papazoglou (griechisch Νίκος Παπάζογλου, * 20. März 1948 in Thessaloniki; † 17. April 2011 ebenda) war ein griechischer Sänger und Komponist. Seine Lieder – teils selbst geschrieben, teils von anderen Komponisten oder Textern, darunter vor allem Manolis Rasoulis (Μανώλης Ρασούλης) und Nikos Xydakis (Νίκος Ξυδάκης) – gehören zu den bekanntesten in seiner Heimat. Seit Mitte der 1980er Jahre veröffentlichte Papazoglou sechs Langspielplatten und CDs und wirkte bei vielen Projekten anderer Musiker mit.
Seine musikalische Entwicklung begann in den 1970er Jahren, als er mit einer Band im Stil von Aphrodite’s Child auf mehreren Festivals, u. a. in Deutschland, auftrat. Stilistisch ist Papazoglous Musik im Grenzgebiet zwischen traditioneller griechischer und kleinasiatischer Musik sowie moderner Pop- und Rockmusik einzuordnen. Manche CDs wurden mit „westlicher“ Besetzung, also Schlagzeug, E-Gitarre und Bass, ergänzt von Bouzouki und Baglamas eingespielt. Andere wurden ausschließlich mit akustischen Instrumenten aufgenommen. Die Texte seiner Lieder sind – obwohl sehr poetisch, metaphorisch und nicht leicht zugänglich – sehr bekannt und werden vom Publikum oft hymnenartig mitgesungen. Papazoglous optisches Erkennungszeichen bei öffentlichen Auftritten war ein rotes Halstuch.
Zu den bekanntesten Songs von Papazoglou gehören Κανείς εδώ δεν τραγουδά (Kanis edo den tragouda / Niemand singt hier), Ένα κι ένα κάνουν ένα (ena ki ena kanoun ena / Eins und Eins macht Eins) und Μάτια μου (Matia mou / Meine Augen).

## Diskografie

### Alben
- 1978: Η εκδίκηση της γυφτιάς (I ekdikisi tis gyftias / Die Rache der Schlamperei)
- 1979: Τα δήθεν (Ta dithen / Das Angebliche)
- 1984: Χαράτσι (Charatsi / Abgaben)
- 1986: Μέσω Νεφών (Meso nefon / Durch die Wolken)
- 1990: Σύνεργα (Synerga / Werkzeuge)
- 1991: Επιτόπιος ηχογράφησις στο θέατρο του Λυκαβηττού (Epitopios ichografisis sto Theatro tou Lykavittou / Vorort-Aufnahmen im Lykavittos-Theater)
- 1995: Όταν κινδυνεύεις παίξε την πουρούδα (Otan kindynevis pexe ti pourouda / Wenn du dich in Gefahr befindest, betätige die Hupe)
- 2005: Μά'ισσα Σελήνη (Ma'issa Selini / Mond, die Hexe)
- 2009: Ήμουν κι εγώ εκεί (Imoun ke 'go eki / Ich war auch da)

### Singles (Auswahl)
- 1978: Kaneis Edo Den Tragouda
- 1978: Treli Ki Adespoti
- 1984: Avgoustos
- 1985: Oi Magkes Den Yparchoun Pia
- 1988: Ragizi Apopse
- 1991: Ah Ellada